# Fusarium langsethiae
Fusarium langsethiae är en svampart som beskrevs av Torp & Nirenberg 2004. Fusarium langsethiae ingår i släktet Fusarium och familjen Nectriaceae. Inga underarter finns listade i Catalogue of Life.
Fusarium langsethiae är en växtpatogen som infekterar stråsäd, den producerar även mykotoxinerna HT-2 och T-2.